# رئيس غانا
رئيس جمهورية غانا هو رئيس الدولة المنتخب ورئيس حكومة غانا، بالإضافة إلى كونه القائد الأعلى للقوات المسلحة الغانية. الرئيس الحالي لغانا هو جون ماهاما، الذي فاز في الانتخابات الرئاسية لعام 2024 ضد نائب الرئيس آنذاك، محمودو بوميا، بهامش 14.94%. عُيّن في منصبه في 7 يناير 2025.

## الأهلية
يُعد رئيس غانا صاحب أعلى منصب في السلطة التنفيذية داخل البلاد، ويتولى مهام القيادة الوطنية وتنفيذ السياسات الحكومية. وفقًا لدستور غانا لعام 1992، فإن شروط أهلية الشخص لترشح لرئاسة الجمهورية واضحة ومحددة.

### شروط الترشيح
يُشترط في المرشح أن يكون:
- مواطنًا غانيًا بالولادة.
- أن يكون قد بلغ سن الأربعين عامًا على الأقل.
- لديه ما يكفي من الخبرة والحكمة لتولي هذا المنصب الرفيع.
- أن يكون مؤهلاً ليكون عضوًا في البرلمان، بشرط أن لا يكون قد تعرض لأي موانع قانونية تمنعه من ممارسة حقوقه السياسية كما ينص عليها الدستور.

يجب أن يقدموا المرشحون للرئاسة وثيقة ترشيح تتضمن توقيع اثنين على الأقل من الناخبين المسجلين من كل منطقة انتخابية، بالإضافة إلى تحديد اسم مرشحهم لمنصب نائب الرئيس. هذه الإجراءات تضمن شفافية عملية الترشيح وتشجع على مشاركة المجتمعات المحلية في عملية الانتخابات.
يتولى الرئيس منصبه لمدة أربع سنوات، ويُسمح له بالبقاء في المنصب لفترتين متتاليتين أو منفصلتين فقط. أول رئيس غاني يخضع لهذه الحدود الزمنية كان الرئيس جيري رولينجز في عام 2001، بعد أن طُبِّقت هذه القيود بموجب تعديل دستوري. هذه القاعدة تهدف إلى ضمان التغيير السلمي للسلطة وعدم تمركزها في يد شخص واحد لفترات طويلة، مما يعزز الديمقراطية في البلاد.
في حال وفاة الرئيس أو استقالته أو إصابته بعجز دائم عن أداء واجباته، يُعيَّن نائب الرئيس تلقائيًا ليحل محل الرئيس لمدة المدة المتبقية. إذا تولى نائب الرئيس منصب الرئيس قبل أن تنقضي أكثر من نصف الفترة الرئاسية، فإنه لا يمكنه الترشح إلا لفترة رئاسية كاملة واحدة فقط في المستقبل. هذه القاعدة تمنع أي محاولة للبقاء في السلطة لفترات طويلة من خلال "الوراثة" المؤقتة للمنصب.
أما في حال تعذر على الرئيس ونائبه أداء مهام منصب الرئيس، فإن رئيس مجلس النواب يصبح الرئيس بالنيابة، وعليه أن يقوم بإجراء انتخابات رئاسية جديدة في غضون ثلاثة أشهر. هذه المراجعة الدستورية توفر آلية استبدال واضحة وفعالة لضمان استمرارية الحكم واستقرار البلاد في حالات الطوارئ.
تعتبر هذه الإجراءات جزءًا من النظام الديمقراطي في غانا، الذي يضمن وجود آليات ديمقراطية فعالة وشفافة لاختيار القادة، ويعزز من استقرار الحكم على المدى الطويل.

## قسم اليمين
يجب تنصيب رئيس غانا من قبل رئيس المحكمة العليا أمام البرلمان ومواطني غانا. ويجب على الرئيس المنتخب أن يكرر ما يلي:
"أنا، (اسم الرئيس) بعد انتخابي لمنصب رئيس جمهورية غانا، أقسم (باسم الله تعالى) (أؤكد رسميًا) أنني سأكون مخلصًا وصادقًا لجمهورية غانا؛ وأنني سأحافظ في جميع الأوقات على دستور جمهورية غانا وأحميه وأدافع عنه؛ وأنني أكرس نفسي لخدمة ورفاهية شعب جمهورية غانا ومعاملة جميع الأشخاص بما فيه الكفاية.
وأقسم أيضًا (أؤكد رسميًا) أنه في حالة انتهاكي لهذا القسم في أي وقت، فسوف أخضع لقوانين جمهورية غانا وأتحمل العقوبة المترتبة على ذلك. (فأعني يا الله)".

## شارة
بعد أن يؤدي الرئيس المنتخب اليمين الدستورية، تُسلم الشارات التالية إلى الرئيس. تُستخدم هذه الأجهزة لعرض رتبة منصبه وفي المناسبات الخاصة.
- سيف الرئيس، والمقعد الرئاسي، والعمود الرئاسي والسيف الرسمي. مقعد خشبي منحوت ومطلي بالذهب.

## صلاحيات وواجبات الرئيس
ينص الفصل الثامن من دستور غانا على واجبات وصلاحيات الرئيس. يشترط في الرئيس أن:
- الحفاظ على الدستور
- ممارسة السلطة التنفيذية
- الحفاظ على سلامة و وطن غانا.

كما يتمتع الرئيس بالصلاحيات التالية:
- بصفته زعيمًا للسلطة التنفيذية للحكومة
- بصفته القائد الأعلى للقوات المسلحة
- إعلان الحرب
- إجراء استفتاءات بشأن القضايا ذات الأهمية الوطنية
- إصدار الأوامر التنفيذية
- إصدار الميداليات تكريما للخدمة من أجل الوطن
- إصدار العفو
- إعلان حالة الطوارئ وتعليق جميع القوانين أو فرض الأحكام العرفية.

يجوز للرئيس أن ينفذ أو يأمر بتنفيذ المعاهدات أو الاتفاقيات أو الاتفاقيات باسم جمهورية غانا. يتمتع الرئيس بالأسبقية على شعب جمهورية غانا، ويجوز له إحالة المسائل السياسية المهمة إلى استفتاء وطني، وإعلان الحرب، وإبرام السلام والمعاهدات الأخرى، وتعيين كبار المسؤولين العموميين، ومنح العفو (بموافقة برلمان غانا ). في أوقات الاضطرابات أو التهديدات الداخلية أو الخارجية الخطيرة، أو الأزمات الاقتصادية أو المالية، يجوز للرئيس أن يتولى سلطات الطوارئ "من أجل الحفاظ على الأمن الوطني أو السلم العام والنظام".
يُعزل الرئيس من منصبه إذا وجد، وفقًا لأحكام الدستور، الفصل 8 القسم 69 (ثانيًا) - ضارًا أو معاديًا للاقتصاد أو أمن جمهورية غانا. ويتوقف الرئيس عن شغل منصبه في التاريخ الذي يصوت فيه برلمان غانا على عزل الرئيس من منصبه.

## طائرات رئاسية
الطائرة الرئاسية الرسمية هي طائرة Dassault Falcon 900، المسجلة برقم 9G-EXE، والتي تم شراؤها في عام 2010.  تم إجراء إصلاح شامل للطائرة لمدة ستة أشهر في عام 2022، وعادت إلى الخدمة في فبراير 2023. 
وتستخدم الطائرة الرئاسية مخطط الألوان الخاص بعلم غانا في الخطوط، مع شعار النبالة الغاني على الذيل.
في عام 2011، اشترت الحكومة طائرة إمبراير 190 بدفعة جزئية قدرها 55 مليون دولار، ولكن تم الكشف في عام 2020 عن أن الطائرة لم يتم تسليمها. كانت هناك بعض التكهنات حول ما إذا كان قد تم إلغاء التسليم بسبب تخلف الحكومة عن سداد مستحقاتها أم لا.